# Karl das Kind
Karl das Kind, lateinisch Karolus puer (Annales Bertiniani); (* ca. 849; † 29. September 866 auf einem Gut in der Nähe von Buzançais in Aquitanien) war der zweite Sohn von Karl II. und jüngere Bruder von Ludwig dem Stammler.
Karl wurde im Oktober 855 von aquitanischen Großen in Limoges zum (Unter-)König Aquitaniens gewählt, gesalbt und gekrönt. Mit der Einsetzung waren keine wirklichen Machtbefugnisse über das aquitanische Unterkönigreich verbunden, da weder Urkundenüberlieferungen (wie etwa bei Pippin I. oder Pippin II.) noch sonstige Kanzleitätigkeiten heute nachweisbar sind. Zudem herrschte Pippin II. in Teilen Aquitaniens noch bis 864, so dass die Macht Karls des Kindes in seinem Teilreich angefochten war.
Zudem stellte sich die politische Lage Aquitaniens in den 850er-Jahren als eine von unterschiedlichen Adelsinteressen geprägte Landschaft dar, die sich aus der politischen Einflusssphäre des westfränkischen Herrscherhauses zu entziehen bemühten. Die wiederholten Einladungen an das ostfränkische Königshaus (Ludwig der Deutsche) verdeutlichen dabei die gegensätzliche Haltung von Adelskreisen gegen das Königtum Karl II. Die Einsetzung des jungen Königssohns in Aquitanien sollte daher durch Präsenz eines königlichen Abkömmlings dem faktischen Machtverlust des Königshauses in der südwestlichen Peripherie des westfränkischen Reiches entgegenwirken.
Karl heiratete 862, die Ehe wurde aber 863 wieder aufgelöst. Von seiner Ehefrau ist nur bekannt, dass sie die Witwe eines Grafen Humbert war. Die Eheschließung dürfte jedoch dafür mitverantwortlich gewesen sein, dass Karl bei seinem Vater 862 in Ungnade fiel und erst 865 auf Wunsch aquitanischer Großer wieder eingesetzt wurde. 
Karl kam durch einen Unglücksfall ums Leben: Von jugendlichem Leichtsinn getrieben wollte er die Kühnheit und oft gepriesenen Waffenkunst eines gewissen Albuins auf die Probe stellen. Als dieser eines Tages in den Abendstunden von der Jagd heimkehrte, griff ihn Karl ohne sich zu erkennen zu geben an, so als wolle er ihm das Pferd rauben, auf dem dieser saß. Albuin zog sein Schwert und traf Karl mitten an der Stirn und streckte ihn zu Boden, wo er ihn von vielen Wunden bedeckt liegen ließ. Karl, gelähmt und mit zerschrammtem Gesicht, überlebte nicht lange und starb, ohne Nachkommen zu hinterlassen.